# Municipio di Nagoya
Il Municipio di Nagoya è uno storico edificio della città di Nagoya in Giappone.

## Storia
L'edificio venne eretto nel 1933. È miracolosamente sopravvissuto ai bombardamenti della seconda guerra mondiale.

## Descrizione
Il palazzo è un esempio di stile della Corona imperiale. Presenta una torre alta 12 piani.